# Норвежка крона
Вижте пояснителната страница за други значения на крона.
Норвежката крона (на норвежки: norsk krone) е валутата и разплащателно средство в Норвегия и в норвежките задморски територии.
Тя е сред най-стабилните валути в Европа. Именно поради тази причина голяма част от норвежците са против приемането на страната в Европейския съюз, тъй като условие в перспектива би било приемане на еврото за национална валута и отменяне на норвежката крона като национална валута.